# Xanthocnemis
Xanthocnemis là một chi chuồn chuồn kim trong họ Coenagrionidae.

## Các loài
Xanthocnemis có 4 loài:
- Xanthocnemis sinclairi Rowe, 1987
- Xanthocnemis sobrina (McLachlan, 1873)
- Xanthocnemis tuanuii Rowe, 1981
- Xanthocnemis zealandica (McLachlan, 1873)